# Torrey (Utah)
Torrey ist ein Ort im Wayne County im US-Bundesstaat Utah. Er liegt an der State Route 24 etwa 13 km vom Capitol-Reef-Nationalpark entfernt. Das U.S. Census Bureau hat bei der Volkszählung 2020 eine Einwohnerzahl von 231 ermittelt.

## Geografie
Torrey liegt auf 38° 18' 6" Nord und 111° 25' 12" West. Zum Zeitpunkt des US Census im Jahr 2000 hatte Torrey 171 Einwohner. Der Ort liegt auf einer Höhe von 2000 m.

## Geschichte
Torrey wurde 1880 von mormonischen Siedlern gegründet und vermutlich nach Jay L. Torrey, einem Abgeordneten des Parlaments im Wyoming-Territorium benannt, nachdem hier eine Poststation gegründet wurde.